# Anneau de Vénus
Ne pas confondre avec la ceinture de Vénus, ou arche anticrépusculaire.
L'anneau de Vénus est un disque de poussières circumsolaire situé au niveau de l'orbite de Vénus. Son existence, suspectée depuis les années 1970, a été confirmée fin novembre 2013. Il se présente sous la forme d'un double anneau encadrant l'orbite de la planète. Sa disposition et sa structure diffèrent sensiblement des anneaux des planètes géantes telles que Saturne, et sont similaires à celles de l'anneau de la Terre, en avant et en arrière de l'orbite de celle-ci.

## Découverte

### Précédent
Au début des années 1990, l'anneau de la Terre est détecté à proximité de son orbite. L'anneau de Vénus est ainsi le deuxième de ce genre découvert dans le Système solaire.

### Premières suspicions
Plusieurs missions spatiales, parmi lesquelles les sondes soviétiques Venera 9 et 10 dans les années 1970, repèrent des indices d'un anneau de poussières près de Vénus. À partir des données recueillies par ces sondes, V. A. Krasnopolsky et A. A. Krysko publient 1979 un article dans lequel ils s'interrogent sur la présence d'un anneau de poussières autour de Vénus. Cependant, les éléments recueillis ne permettent alors pas de conclure.

### Confirmation
En 2007, à partir notamment de données de la sonde Helios B (ou Helios 2), Leiner et Moster observent une surbrillance de quelques pourcents juste en dehors de l'orbite de Vénus, qu'ils interprètent comme la preuve de l'existence d'un anneau de poussières qui lui est associé, similaire à l'anneau trouvé le long de l'orbite de la Terre.
L'existence du disque de poussières est confirmée grâce aux travaux de recherche de The Open University (OU) et de l'université du Lancashire central (UCLan) à Preston. La découverte est annoncée dans le journal Science du 22 novembre 2013.
Les études antérieures n'ayant pas permis d'affirmer avec certitude l'existence de cet anneau, le docteur Mark Jones et ses collègues décident de vérifier si la structure peut être confirmée. Ils modélisent la façon dont un anneau situé à proximité de Vénus devrait disperser la lumière et regardent les images capturées par les sondes jumelles STEREO de la Nasa, qui étudient le Soleil depuis leur lancement en octobre 2006, à la recherche des caractéristiques attendues. Les images de STEREO révèlent l'anneau de poussières, mais celui-ci parait étonnamment très différent de l'anneau situé près de l'orbite terrestre. En effet, il semble composé de deux éléments distincts, l'un situé à l'intérieur de l'orbite de Vénus, l'autre à l'extérieur.

### Intérêt de la découverte
Cette découverte permet aux scientifiques de mieux comprendre l'anneau de résonance similaire situé au niveau de l'orbite terrestre ainsi que d'étudier plus en détail le mouvement de cette poussière dans l'espace. Selon Mark Jones de The Open University, « c'est une découverte importante non seulement à cause du fait que c'est une caractéristique nouvellement confirmée du Système solaire, mais aussi parce que la compréhension des anneaux de résonance nous aidera à interpréter les images futures de systèmes extrasolaires,. »

## Caractéristiques
L'anneau de poussières a un diamètre de 220 millions de kilomètres,. Il entoure le Soleil et suit de très près l'orbite de la planète Vénus (le diamètre de l'orbite de Vénus est de 215 millions de kilomètres). D'après Mark Jones, si l'anneau pouvait être vu à l'œil nu depuis la surface de la Terre — ce qui n'est pas possible à cause de sa trop faible luminosité —, il s'étendrait sur la moitié du ciel visible, couvrant 45 degrés de chaque côté du Soleil. Selon les chercheurs, cet anneau ne serait que 10 % plus dense que le nuage de fond à l'origine de la lumière zodiacale — le nuage zodiacal. L'anneau vénusien semble composé de deux éléments distincts, un premier situé à l'intérieur de l'orbite de Vénus et un autre situé à l'extérieur.

## Origine
(avril 2021).
Un anneau de poussières circumsolaire se forme lorsque les poussières interplanétaires issues de collisions d'astéroïdes ou de comètes se retrouvent confinées par la gravité d'une planète sur des orbites en résonance avec celle de la planète,. Les chercheurs de The Open University (OU) et de l'University of Central Lancashire (UCLan) se sont rendu compte qu'ils pouvaient utiliser les instruments d'imagerie héliosphérique (Heliospheric Imager, HI) des sondes STEREO-A et STEREO-B pour rechercher cet anneau. Sachant qu'un anneau de poussières proche de Vénus serait très ténu, ils ont combiné de nombreuses images, prises sur des intervalles de dix jours, pour créer des photos à long temps de pose à analyser.
Selon le docteur Mark Jones, senior lecturer à The Open University, qui dirigeait le projet, « les images résultantes montrent une caractéristique brillante proche de là où nous avons une vue de profil de l'orbite de Vénus et correspondent à ce à quoi nous nous attendons d'un anneau de poussières suivant cette orbite. Nous avons croisé les images de STEREO-A avec celles compilées par la sonde STEREO-B et avons vu la même caractéristique au même endroit — ce qui nous a donné confiance dans le fait que c'était une structure physique réelle dans le Système solaire,. »
Pour le docteur Daniel Brown, senior lecturer à l'University of Central Lancashire, « l'utilisation des données de STEREO nous a permis d'observer de grandes portions de l'anneau de poussières de Vénus. La sonde STEREO est située à l'extérieur de l'anneau, donc lors de son orbite autour du Soleil elle peut en voir différentes parties. Cela nous permet de construire une image plus complète de sa structure. En comparaison, l'anneau de poussières situé au niveau de l'orbite terrestre a été observé depuis la Terre et donc seules les parties de l'anneau les plus proches de celle-ci ont été étudiées. Grâce à notre vue unique, nous avons déterminé que la structure de l'anneau de Vénus est très différente de celle de celui de la Terre,. »
Le docteur Danielle Bewsher, senior lecturer à l'University of Central Lancashire, précise que « les instruments HI ont initialement été construits afin d'étudier les éjections de masse coronale [NDR : c'est-à-dire les éruptions solaires] lors de leur voyage depuis le Soleil jusqu'à la Terre, mais nous nous sommes rendu compte lorsque nous avons commencé à analyser les observations du HI qu'elles contenaient une riche collection d'éléments secondaires tels que des comètes, des étoiles et des astéroïdes. En poussant l'instrument aux limites de ses capacités, nous avons pu détecter le faible signal de l'anneau de poussières sur l'orbite de Vénus,. »